# ألكسندر بيترسون
ألكسندر بيترسون مواليد 2 يوليو 1980 في ريغا، الجمهورية اللاتفية السوفيتية الاشتراكية، هو لاعب كرة يد أيسلندي يلعب كظهير أيمن. مثل منتخب آيسلندا لكرة اليد. شارك في دورة الألعاب الأولمبية الصيفية سنة 2008.

## المسيرة الاحترافية
لعب مع فريق ريغا في سنة 1998، ثم انضم إلى نادي فلنسبورغ هاندفيت لكرة اليد في الدوري الألماني من سنة 2007 إلى 2010، ثم انضم إلى نادي فوكس برلين لكرة اليد من سنة 2010 إلى 2012.

## سجل المنافسة
شارك في البطولات التالية:
- بطولة العالم لكرة اليد للرجال 2015
- بطولة أوروبا لكرة اليد للرجال 2012
- بطولة أوروبا لكرة اليد للرجال 2016
- الألعاب الأولمبية الصيفية 2012

## الميداليات
| الميدالية | المسابقة                           |
| --------- | ---------------------------------- |
| فضية      | الألعاب الأولمبية الصيفية 2008     |
| برونزية   | بطولة أوروبا لكرة اليد للرجال 2010 |

## روابط خارجية
- ألكسندر بيترسون على موقع الاتحاد الأوروبي لكرة اليد (الإنجليزية)
- ألكسندر بيترسون على موقع الدوري الألماني لكرة اليد (الألمانية)
- ألكسندر بيترسون على موقع أوليمبيديا (الإنجليزية)